# تاموانشان
تاموانشان (بالإنجليزية: Tamoanchan)‏ هو مكان أسطوري من أصل معروف لثقافات أمريكا الوسطى في المنطقة المكسيكية الوسطى في أواخر فترة ما بعد الكلاسيكية. في التقاليد الأسطورية وليجندات الخلق لشعوب ما بعد الكلاسيكية المتأخرة مثل الأزتيك، تم تصور تاموانشان كجنة حيث خلقت الآلهة أول الجنس البشري الحالي من الدم المسفوك وعظام الإنسان الأرضية التي سرقت من العالم السفلي من ميكتلان. ربما يعني اسم تاموانشان«ننزل إلى بيتنا»، أو «مكان السماء الضبابية» أو ما شابه ذلك. وتقع تاموانشان تحت حكم وسيطرة الإلهة المحاربة إتزبابالوتل «فراشة السبج».
وتُصور تاموانشان في مخطوطة الأزتيك على شكل شجرة فيها شق يتدفق منه الدم وعلى جانبيها تبرز مثل الرماح في اتجاهين متعاكسين يشبه الحركة الحلزونية. وكانت تاموانشان هي محور الكون واتحاد أجزائه الأربعة. وتوصف تاموانشان بأنها شجرة مزينة: «لقد كانت شجرة تراكم القوى الإلهية، المليئة بكل شيء انتشر في جميع أنحاء العالم». وعلى المستوى الرمزي تاموانشان هو مكان خلق العالم، وكل أنواع من المخلوقات، واستمرارية الوقت والتكوين المستمر للكائنات الفردية. إنها الشجرة الكونية العظيمة.

## صورتها

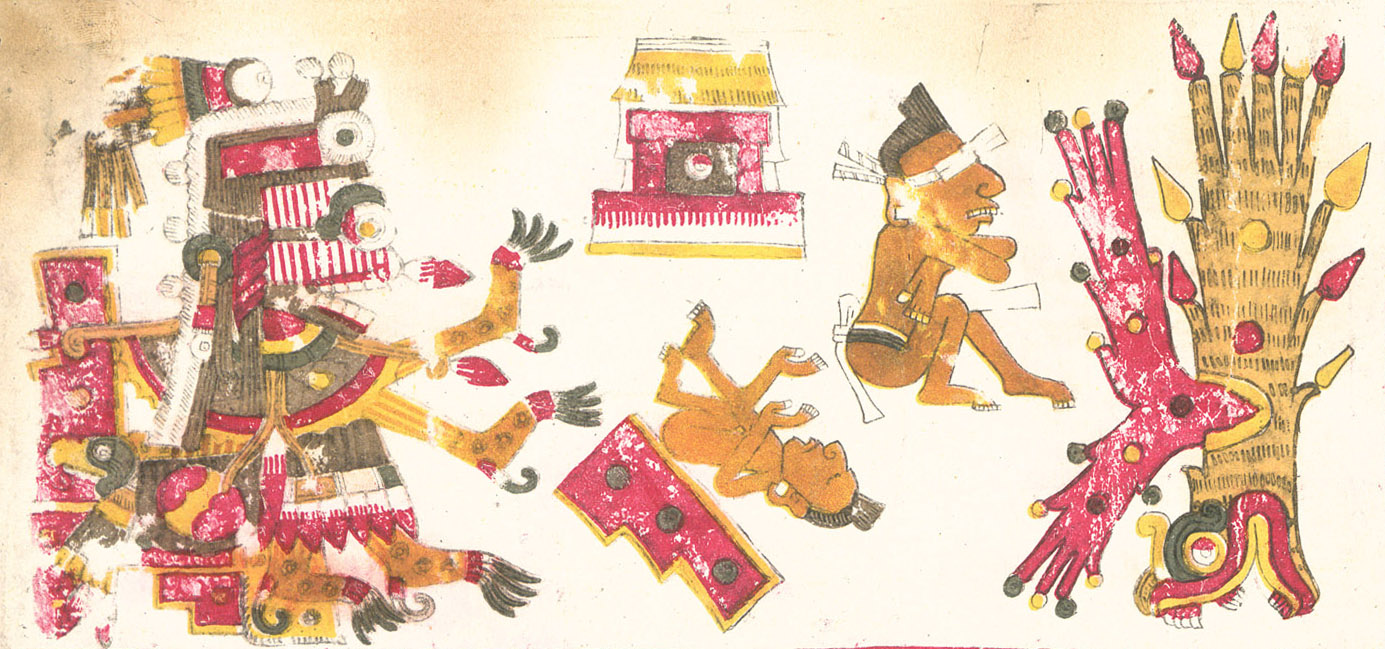
صورة شكل تاموانشان